# Antonio Catricalà
Antonio Catricalà (Catanzaro, 7 de febrero de 1952 - Roma, 24 de febrero de 2021) fue un director público, político, profesor, abogado y magistrado italiano.

## Biografía
Catricalà se graduó con honores en derecho por la Universidad de Roma "La Sapienza". Más tarde ganó el concurso en la magistratura ordinaria y aprobó el examen de calificación como abogado. Posteriormente, se convirtió, por concurso, en concejal y presidente de sección del Consejo de Estado italiano. También enseñó derecho privado en la facultad de derecho de la Universidad de Roma Tor Vergata.
Fue presidente de la Autoridad de Competencia italiana del 9 de marzo de 2005 al 16 de noviembre de 2011. El 18 de noviembre de 2010, fue nombrado presidente de la Autoridad de Electricidad y Gas, pero renunció al cargo unos días después para seguir siendo presidente de la Defensa de la Competencia.
El 16 de noviembre de 2011 fue nombrado Subsecretario de Estado de la Presidencia del Consejo de Ministros actuando como Secretario del Consejo en el Gabinete de Monti. El 2 de mayo de 2013, fue nombrado Viceministro del Ministerio de Desarrollo Económico en el Gabinete de Letta con la responsabilidad de comunicaciones.
El 28 de octubre de 2014, Catricalà anunció que había dimitido como presidente de sección del Consejo de Estado para seguir la carrera de abogado y fundó la "Academia de Derecho". Posteriormente se convirtió en socio de "Studio Lipani Catricalà & Partners". El 30 de junio de 2015 fue nombrado presidente del "Órgano de gestión de las listas de agentes financieros y corredores de crédito" (Organismo per la gestione degli Elenchi degli Agenti in attività finanziaria e dei Mediatori creditizi). El 20 de abril de 2017 fue nombrado presidente de "Aeroporti di Roma SpA".
Catricalà se suicidó con un revólver en su apartamento de Roma, el 24 de febrero de 2021.